# 백현초등학교
백현초등학교는 대한민국 경기도 성남시 분당구에 있는 공립 초등학교이다.

## 학교 연혁
- 1994년 2월 28일 백궁국민학교 설립 인가
- 1994년 8월 1일 초대 정상근 교장 취임
- 1994년 9월 1일 개교(6학급)
- 1996년 3월 1일 백현초등학교로 개칭
- 1996년 12월 18일 병설유치원 설립 인가
- 2011년 3월 1일 제5대 김상록 교장 취임
- 2012년 2월 16일 제18회 졸업장 수여식(누계 2186명)
- 2012년 3월 1일 초등 11학급, 유치원 3(1)학급 편성
- 2013년 2월 15일 제19회 졸업장 수여식(누계 2260명)
- 2013년 3월 1일 초등 10(1)학급, 유치원 3(1)학급 편성
- 2014년 2월 14일 제20회 졸업장 수여식(누계 2312명)
- 2014년 3월 1일 초등 10(1)학급, 유치원 3(1)학급 편성
- 2015년 2월 13일 제21회 졸업장 수여식(누계 2357명)
- 2015년 3월 1일 제6대 장수호 교장 취임
- 2015년 3월 1일 초등 9(1)학급, 유치원 3(1)학급 편성
- 2024년 9월 1일 개교 30주년